# 水排
水排，排同㰆，或作鞴。中国古代一种利用水力作原动力，推动革囊鼓风吹火的冶铁装置，东汉杜诗创造。
在金属冶炼中，为了使燃料充分燃烧，以提高冶炼或浇铸金属的熔炉的炉温，一般都有鼓风设备。鼓风技术如何，是衡量冶金水平的重要标志。向炉中压送空气的装置，称为“排”。最初的“排”是牛皮袋，以后演变为由活塞送风的风箱。在炉前并排放几只“橐”（皮囊）列成一排，冶铸鼓风之动力主要是人力、畜力，即“人排”与“马排”。水排是利用水力驱动的一种鼓风机，水排的出现，是我国古代冶铁技术的重大创新。汉光武帝建武七年（31年），南阳郡太守杜诗造水排，用于冶铁铸造。水排能加大风量、提高风压，增强风力在炉中的穿透力，提高冶炼强度，扩大炉缸，加高炉身，增大有效容积，较原来用人力、畜力鼓风省力而功效大。韩暨用水排冶铁，比用马排利益多得三倍。其法宋朝时失传。中国国家博物馆有复原模型。